# Garnavillo (Iowa)
Garnavillo es una ciudad ubicada en el condado de Clayton en el estado estadounidense de Iowa. En el Censo de 2010 tenía una población de 745 habitantes y una densidad poblacional de 281,45 personas por km².

## Geografía
Garnavillo se encuentra ubicada en las coordenadas 42°51′58″N 91°14′11″O / 42.86611, -91.23639. Según la Oficina del Censo de los Estados Unidos, Garnavillo tiene una superficie total de 2.65 km², de la cual 2.65 km² corresponden a tierra firme y (0%) 0 km² es agua.

## Demografía
Según el censo de 2010, había 745 personas residiendo en Garnavillo. La densidad de población era de 281,45 hab./km². De los 745 habitantes, Garnavillo estaba compuesto por el 98.26% blancos, el 0.54% eran afroamericanos, el 0% eran amerindios, el 0% eran asiáticos, el 0% eran isleños del Pacífico, el 0.81% eran de otras razas y el 0.4% pertenecían a dos o más razas. Del total de la población el 1.61% eran hispanos o latinos de cualquier raza.